# Odontoloxozus peruanus
Odontoloxozus peruanus är en tvåvingeart som beskrevs av Willi Hennig 1937. Odontoloxozus peruanus ingår i släktet Odontoloxozus och familjen Neriidae. Inga underarter finns listade i Catalogue of Life.